# Guerin d'oro
Il Guerin d'oro è stato un premio calcistico annuale istituito nel 1976 dalla testata sportiva italiana Guerin Sportivo.

## Storia e formula
Nato durante la direzione di Italo Cucci, viene assegnato al miglior giocatore della Serie A con almeno 19 partite giocate. Questo viene eletto calcolando la media dei voti assegnati a ciascun calciatore dai tre principali quotidiani sportivi italiani, ovvero La Gazzetta dello Sport, il Corriere dello Sport - Stadio e Tuttosport, oltreché il Guerin Sportivo stesso.
Nel 1987, per celebrare il 75º anniversario della rivista, venne assegnato un Guerin d'oro Speciale ai calciatori Sandro Mazzola, Gianni Rivera, Paolo Rossi e Gianluca Vialli, nonché alle squadre dell'Inter e della Juventus (le sole, all'epoca, mai retrocesse in Serie B).
Dopo essere stato momentaneamente accantonato nelle edizioni del 2009-2010 e 2010-2011, il premio è tornato brevemente in vita con la stagione 2011-2012 per poi essere definitivamente soppresso a partire dall'edizione 2015-2016.

## Albo d'oro
| Stagione  | Calciatore              | Club              |
| --------- | ----------------------- | ----------------- |
| 1975-1976 | Claudio Sala            | Torino            |
| 1976-1977 | Claudio Sala            | Torino            |
| 1977-1978 | Roberto Filippi         | Lanerossi Vicenza |
| 1978-1979 | Roberto Filippi         | Napoli            |
| 1979-1980 | Luciano Castellini      | Napoli            |
| 1980-1981 | Ruud Krol               | Napoli            |
| 1981-1982 | Franco Causio           | Udinese           |
| 1982-1983 | Pietro Vierchowod       | Roma              |
| 1983-1984 | Michel Platini          | Juventus          |
| 1984-1985 | Diego Armando Maradona  | Napoli            |
| 1985-1986 | Renato Zaccarelli       | Torino            |
| 1985-1986 | Giuseppe Iachini        | Ascoli            |
| 1986-1987 | Walter Zenga            | Inter             |
| 1987-1988 | Roberto Mancini         | Sampdoria         |
| 1988-1989 | Andreas Brehme          | Inter             |
| 1989-1990 | Franco Baresi           | Milan             |
| 1990-1991 | Roberto Mancini         | Sampdoria         |
| 1991-1992 | Frank Rijkaard          | Milan             |
| 1992-1993 | Giuseppe Signori        | Lazio             |
| 1993-1994 | Daniele Massaro         | Milan             |
| 1994-1995 | Paulo Sousa             | Juventus          |
| 1995-1996 | Enrico Chiesa           | Sampdoria         |
| 1996-1997 | Gianluca Pagliuca       | Inter             |
| 1996-1997 | Angelo Peruzzi          | Juventus          |
| 1996-1997 | Lilian Thuram           | Parma             |
| 1997-1998 | Francesco Totti         | Roma              |
| 1998-1999 | Matías Almeyda          | Lazio             |
| 1999-2000 | Sébastien Frey          | Verona            |
| 2000-2001 | Roberto Baggio          | Brescia           |
| 2001-2002 | Christian Vieri         | Inter             |
| 2002-2003 | Pavel Nedvěd            | Juventus          |
| 2003-2004 | Francesco Totti         | Roma              |
| 2004-2005 | Gianluca Pagliuca       | Bologna           |
| 2005-2006 | Luca Toni               | Fiorentina        |
| 2006-2007 | Adrian Mutu             | Fiorentina        |
| 2007-2008 | Mauro Germán Camoranesi | Juventus          |
| 2008-2009 | Diego Milito            | Genoa             |
| 2009-2010 | non assegnato           | non assegnato     |
| 2010-2011 | non assegnato           | non assegnato     |
| 2011-2012 | Andrea Pirlo            | Juventus          |
| 2012-2013 | Edinson Cavani          | Napoli            |
| 2013-2014 | Carlos Tévez            | Juventus          |
| 2014-2015 | Carlos Tévez            | Juventus          |

### Vittorie per club

Gli juventini Marcello Lippi e Paulo Sousa premiati col Guerin d'oro per la stagione 1994-1995

- 8 vittorie:  Juventus
- 5 vittorie:  Napoli
- 4 vittorie:  Inter
- 3 vittorie:  Torino,  Sampdoria,  Milan,  Roma
- 2 vittorie:  Lazio,  Fiorentina
- 1 vittoria:  Lanerossi Vicenza,  Udinese,  Parma,  Verona,  Brescia,  Bologna,  Genoa,  Ascoli

### Vittorie consecutive per club
- 3 vittorie consecutive:  Napoli (1978-1981)
- 2 vittorie consecutive:  Torino (1975-1977)
- 2 vittorie consecutive:  Fiorentina (2005-2007),  Juventus (2013-2015)

### Vittorie per nazionalità del calciatore
- 24 vittorie:  Italia
- 5 vittorie:  Argentina
- 2 vittorie:  Paesi Bassi,  Francia
- 1 vittoria:  Germania Ovest,  Portogallo,  Repubblica Ceca,  Romania,  Uruguay

### Plurivincitori
- 2 vittorie:  Claudio Sala*,  Roberto Filippi*,  Roberto Mancini,  Gianluca Pagliuca,  Francesco Totti e  Carlos Tévez*

Con l'asterisco i giocatori con vittorie consecutive del premio.